# Berit Klinik
Die Berit Klinik AG ist eine Privatklinikgruppe aus der Ostschweiz. Sie ist mit rund 400 Mitarbeitern an 6 Standorten präsent und ist vor allem für ihre Leistungen in den Bereichen Orthopädie und Rehabilitation bekannt.

## Geschichte
Das Unternehmen geht auf die Gründung einer Kurklinik in Niederteufen durch Otto Bernhardsgrütter im Jahr 1975 zurück. Zwei Jahre später wurden auch erstmals Operationen angeboten. 1988 wurde die Klinik durch die deutschen Paracelsus-Kliniken übernommen und fungierte fortan unter dem Namen Berit Paracelsus Klinik.
Von 2014 bis 2016 wurde in Speicher AR ein neues Spitalgebäude erstellt. Im Laufe des Insolvenzverfahrens um das Mutterunternehmen wurde die Berit Klinik 2018 von der Schweizer Beteiligungsgesellschaft Porterhouse Group übernommen. 2020 folgte der Kauf der ehemaligen Spitals St. Georg in Goldach.
2022 erfolgte die Übernahme des Spitals Wattwil mit der Eröffnung der Berit Klinik Wattwil. Es folgte die Inbetriebnahme des Notfallzentrums und der Tagesklinik für Spezialsprechstunden.

## Standorte

### Speicher
Am Hauptstandort werden seit 2016 orthopädische Eingriffe, insbesondere im Bereich Wirbelsäulenchirurgie, vorgenommen. Die Klinik ist Teil der Spitalliste des Kantons Appenzell Ausserrhoden.

### Niederteufen
Der 2018 renovierte Standort wird primär für Rehabilitations- und Kuraufenthalte genutzt. Die Klinik ist dabei ebenfalls Teil der Ausserrhoder Spitalliste.

### Goldach
Seit dem Frühjahr 2021 werden in Goldach Leistungen in den Bereichen Ophthalmologie, Urologie und Orthopädie erbracht.

### Arbon
Das Ärztezentrum im Hamel in Arbon dient als Ableger für Sprechstunden und wurde 2016 eröffnet.

### Wattwil
Die Berit Klinik Warrwil umfasst ein Notfallzentrum, eine Tagesklinik für Spezialsprechstunden sowie die PSA.

### Heerbrugg
Standort einer Berit Sportclinic.